# Філліда
Філліда (грец. Φυλλίς) — фракійська царівна, наречена Тесеєвого сина Демофонта.
Демофонт заручився з Філлідою, але не повернувся до неї в призначений час. Філліда з розпачу повісилася і була перетворена на мигдалеве дерево, яке зацвіло, коли Демофонт обійняв його.
За іншою версією, Філліда дев'ять разів ходила до моря зустрічати Демофонта і, не дочекавшись його, померла з горя. На могилі Філліди виросли дерева, які в місяць її смерті засихають і обсипаються.